# Camilo García de Polavieja
Camilo García de Polavieja y del Castillo-Negrete (Madrid, 13 de julio de 1838- Madrid, 15 de enero de 1914) fue un militar y político español.
En el terreno militar fue calificado como un gran estratega  y considerado un hombre de carácter «enérgico». Participó en la guerra de Marruecos, la tercera guerra carlista, la Guerra de los Diez Años, la llamada Guerra Chiquita; así como fue capitán general de Cuba y de las islas Filipinas.
Su carrera política se caracterizó por el respeto a la monarquía —gozó de una buena relación con la regente María Cristina de Habsburgo-Lorena, así como tuvo cierta cercanía con los sectores más católicos y conservadores del país— y por su intento de impulsar cambios en España, sumida en una grave crisis por el punto final del imperio colonial. Los apoyos que recibió al volver a la península tras su actuación militar en Cuba y Filipinas se aglutinaron en un movimiento conocido como «polaviejismo», que se ha llegado a comparar con el boulangismo francés. Se le consideró, junto a Joaquín Costa, uno de los más notables regeneracionistas —en el caso de Polavieja de carácter conservador— de España. Fue senador por la provincia de Santa Clara (Cuba) en 1896, siendo nombrado posteriormente senador vitalicio (1899-1911) y senador por derecho propio (1911).
Apodado «el general cristiano» a causa de su religiosidad, ostentó el título nobiliario de I marqués de Polavieja (título de carácter pontificio concedido en 1895).

## Biografía

### Primeros años y guerra de Marruecos
Nació el 13 de julio de 1838 en Madrid, en el seno de una familia acomodada, sus padres gozaban de brillante posición social y económica. Era además sobrino del conde de Morphy. Hizo sus primeros estudios en Madrid, Málaga y Alcoy y terminados estos comenzó los preparativos para ingresar en la Academia de Estado Mayor, deseo que no pudo materializarse por el fallecimiento de sus progenitores, en primer lugar de su madre en 1849 y más tarde el de su padre, en 1858. El día 20 de agosto de 1858 se inscribió como soldado en el regimiento Navarra número 25; a principios de octubre del mismo año ascendió a cabo segundo por elección y un año después ya era sargento segundo.
Al estallar la Guerra de Marruecos el entonces sargento Polavieja acudió con su regimiento, que se hallaba de guarnición en Valladolid, al teatro de operaciones; su bautismo de fuego tuvo lugar en la batalla de Wad-Ras, después de la cual recibiría el grado de sargento primero y la felicitación personal del general Leopoldo O'Donnell. Terminada la campaña de Marruecos pidió y obtuvo el pase al ejército de Cuba con el grado de alférez, en 1863.

### Tercera guerra carlista

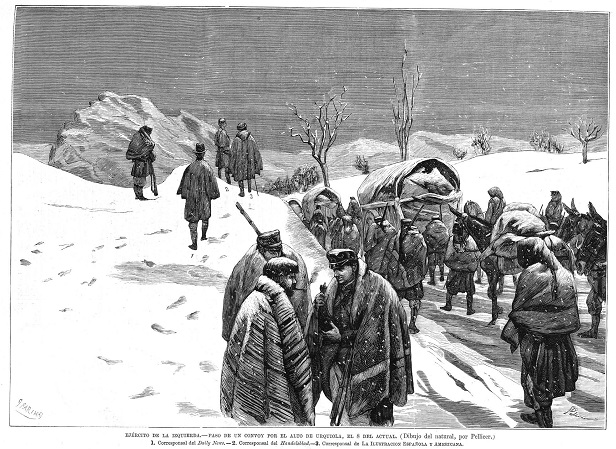
Paso de un convoy por el alto de Urquiola, 8 de febrero de 1876, durante la tercera guerra carlista

Polavieja participó en la tercera guerra carlista. Durante el desarrollo de la contienda, en junio de 1872, alcanzó el grado de teniente coronel, el cual le fue otorgado por el general Arsenio Martínez Campos por su actuación en Valencia; participó además en el sitio de Cartagena. Nuevamente a las órdenes del general Martínez Campos se enfrentó en varios encuentros con las tropas carlistas, especialmente con la columna de Savalls. También participó en la rotura del sitio de Manresa, además de la ocupación de la ciudad de Vich. Continuó con la campaña en el norte formando parte del tercer cuerpo del ejército y después de numerosas operaciones entró en Bilbao, tras lo cual sería recompensado con el ascenso a coronel, además de tomar el mando del batallón de Toledo. Más tarde se puso bajo órdenes directas del rey Alfonso XII para levantar el bloqueo de Pamplona, tras lo cual participó en la batalla de Treviño y la toma de Salvatierra, además de proteger el flanco y la retaguardia del ejército en la marcha de este sobre Munguía; más tarde tomó el paso de los Pagos y el pueblo de Peñacerrada, donde derrotó a las tropas carlistas. En el año 1876, después de duros combates, tomó varias posiciones carlistas, como el fuerte de San Carlos, y asistió a la batalla de Elgueta, tras lo cual sería ascendido a brigadier.

### Cuba: Guerra de los Diez Años y Guerra Chiquita

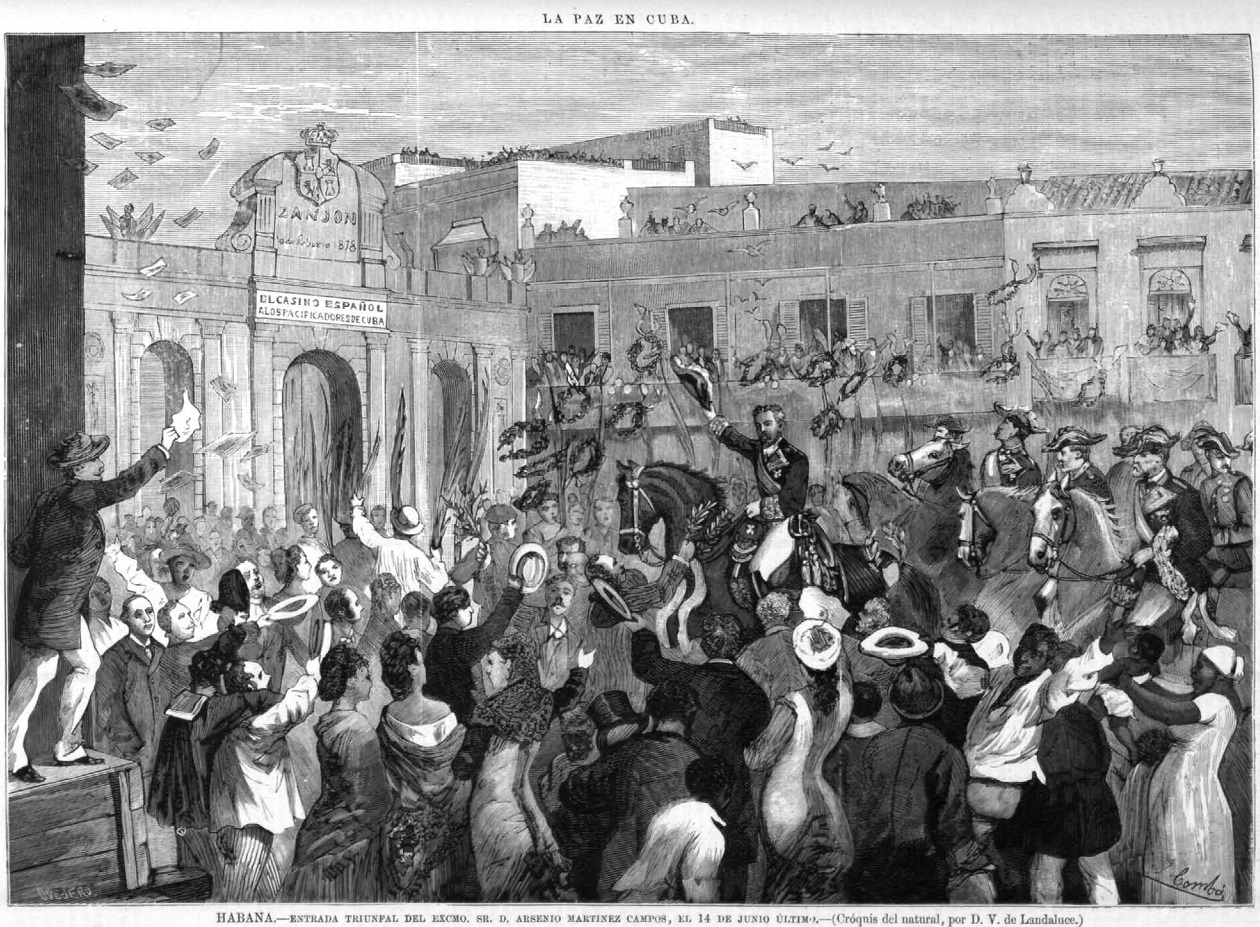
Paz en Cuba, entrada del general Martínez Campos en La Habana, 1878.

Tras una breve etapa mandando la 2.ª Brigada de Cataluña y desempeñando el gobierno militar de Gerona, fue destinado a la isla de Cuba, donde entró de lleno en la Guerra de los Diez Años. Durante 1877 combatió a los independentistas cubanos Pancho Jiménez y Antonio Maceo; se recompensó su proceder con la concesión de la Gran Cruz del Mérito Militar. En 1878 obligó al brigadier rebelde Emiliano Sánchez a rendirse con 44 oficiales y toda su partida. El 17 de julio fue ascendido a mariscal de campo y nombrado comandante general y gobernador de la provincia de Puerto Príncipe. El año siguiente fue nombrado gobernador de Santiago de Cuba. Puso fin además a la llamada «Guerra Chiquita», en la que Polavieja hizo especial énfasis en insistir en el «carácter negro» de las revueltas, intentando minimizar frente a la opinión pública el apoyo de los blancos al movimiento y haciendo del conflicto en la isla una supuesta «guerra de razas». Existe la versión de que la tajante actuación del general Polavieja impidió la pacificación de la región.
En 1882 regresó a la península y pasó a desempeñar numerosos cargos, entre ellos el de consejero del Consejo Supremo de Guerra y Marina o el de capitán general de Andalucía, cargo que ostentó hasta enero de 1888. El 19 o 21 de marzo de 1885 se casó con doña María de la Concepción Castrillo y Medina, de familia sevillana, llamada también Concepción Benjumea de Polavieja en algunas fuentes. El mayor de sus hijos —de nombre Alfonso y fundador en 1916 del periódico La Nación— nació el 11 de enero de 1887; Polavieja tuvo al menos otros dos vástagos, llamados Camilo y Ángeles.

### Gobernador general de Cuba

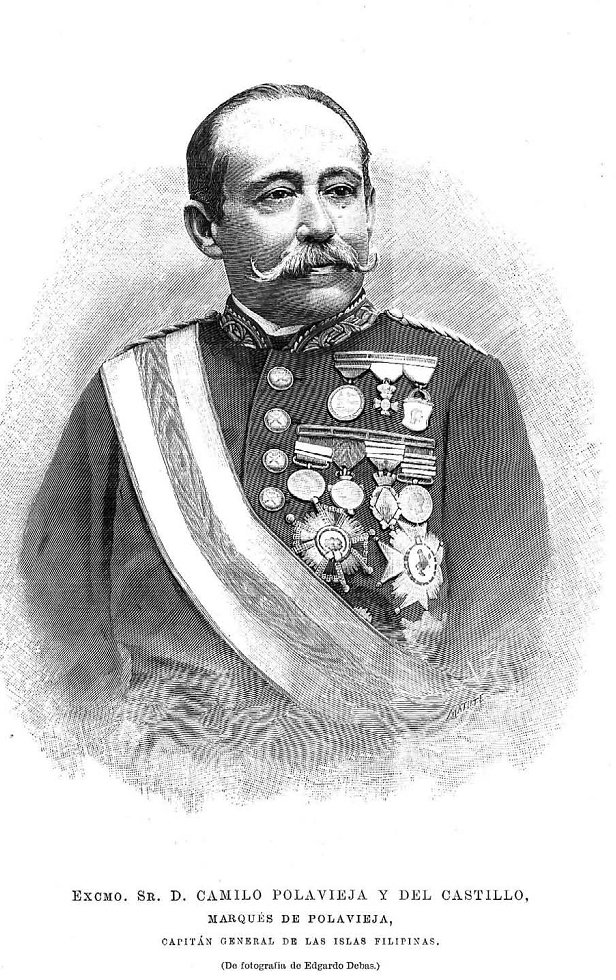
Retrato de Polavieja, a partir de fotografía de Edgardo Debás, publicado en 1896 en La Ilustración Española y Americana.

El 20 de agosto de 1890 fue nombrado gobernador general de Cuba, tras la dimisión de José Chinchilla. Nada más llegar procedió con la expulsión de la isla del líder independentista Antonio Maceo, al que acusó de racismo y de querer establecer una «república negra», declaraciones que han sido a su vez consideradas también como racistas. La visita de Maceo a Cuba fue imprevista, este incluso llegó a pasearse por la «Acera del Louvre» de La Habana, símbolo de las clases altas criollas de raza blanca en la isla y a tener una entrevista con el bandolero Manuel García Ponce, el «Rey de los campos», antes de ser deportado por Polavieja. Durante su mandato como gobernador, Polavieja siguió una política de «mano dura», represiva, con la oposición al Partido Liberal de Cuba y una persecución del bandolerismo —al que relacionaba con los movimientos independentistas, y contra el que llevó a cabo una campaña que dio como resultado la captura de 164 «bandidos, cómplices y encubridores»—, los republicanos, el movimiento obrero, el protestantismo y la masonería; intentó recortar la libertad de prensa a la vez que influyó fuertemente en la Unión Constitucional —españolista—, de la que pretendió erigirse en «jefe natural».
Polavieja criticó el «oportunismo» de muchos autonomistas, aunque mostraba, sin embargo, cierta inclinación hacia un desarrollo futuro de la autonomía e independencia cubanas y ya en 1892 mostró una opinión crítica hacia el papel de España en las colonias, viendo también con temor el crecimiento de la influencia de los Estados Unidos en la región. Polavieja defendía una «separación amigable» de Cuba y España, previo paso de una etapa de mayor autonomía para la isla. Abandonó el cargo de gobernador el 20 de junio de 1892 —se dice que por la negativa del Gobierno a aceptar sus sugerencias autonomistas, aunque Polavieja alegó motivos de salud— el cual pasó a manos de Alejandro Rodríguez Arias. A su regreso a la península, en 1893, puso en marcha la revista La Caridad, medio de comunicación perteneciente a la Cruz Roja Española, que terminaría desapareciendo precisamente con la marcha del general a las islas Filipinas en 1896, orquestada por el arzobispo Cascajares.

### Capitán general de Filipinas

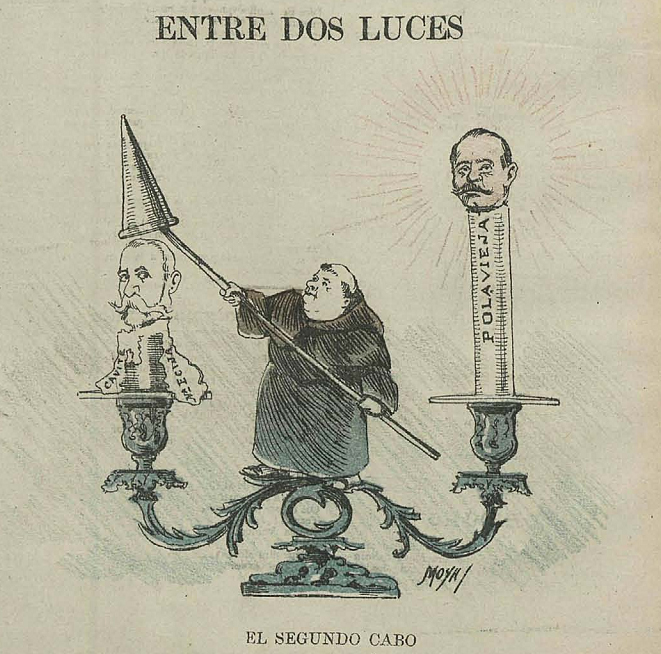
«Entre dos luces» (Gedeón, octubre de 1896).

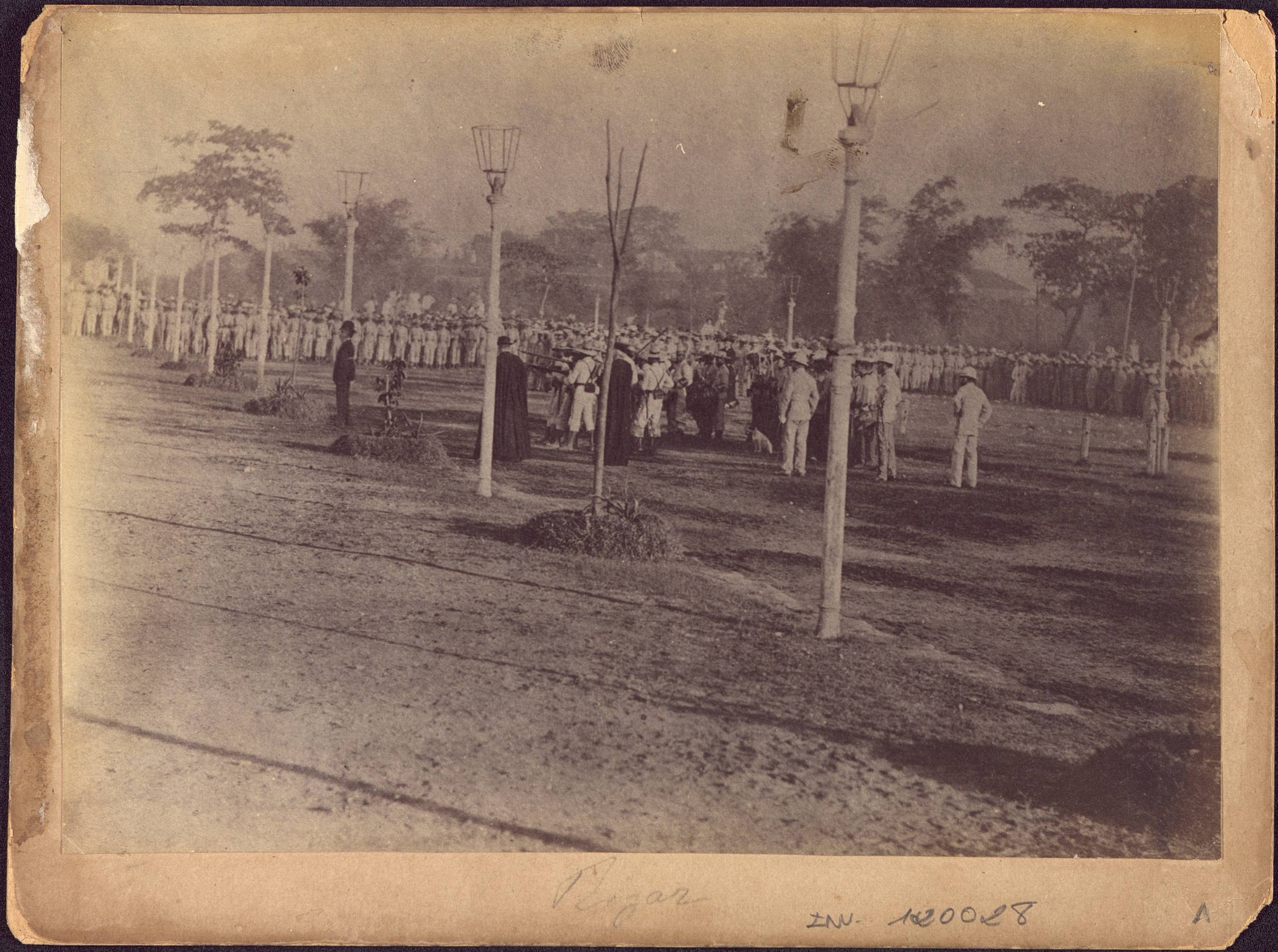
Fusilamiento de José Rizal, 30 de diciembre de 1896.

Tras embarcarse en Barcelona en el vapor Alfonso XIII, Polavieja llegó el 3 de diciembre de 1896 a las islas Filipinas, para desempeñarse en principio como segundo del entonces gobernador Ramón Blanco y Erenas. Sin embargo Polavieja sería nombrado gobernador general, capitán general y general en jefe del Ejército solo unos días después, el 8 de diciembre, cargos de los que tomaría posesión el día 13. Su mando fue muy enérgico, dominó la insurrección que había estallado en las islas, con distintas victorias sobre los independentistas.
Una de sus decisiones más importantes fue no conceder el indulto al independentista filipino José Rizal, sellando la muerte de este. El proceso de detención y juicio se lo encontró ya iniciado por su predecesor en el cargo, el general Blanco, al cual más tarde Polavieja criticaría en su correspondencia con la península. Se ha mencionado que en esta decisión —considerada por algunos como su principal error en las islas, en el contexto de la Revolución filipina— pudieron influir las relaciones de Rizal con la masonería, hacia la cual Polavieja manifestaba un profundo desagrado. En concreto Polavieja acusaba a esta masonería de tener un papel influyente en los procesos de emancipación e independentismo de las colonias españolas, hipótesis refutada por otros autores; por otra parte también se ha afirmado la posibilidad de que el general Polavieja llegara a desaconsejar la ejecución de Rizal. Las duras actuaciones de Polavieja tanto en Cuba como en Filipinas fueron criticadas por el masón Miguel Villalba Hervás.
Durante la estancia del general en Filipinas el arzobispo Antonio María Cascajares apoyaba y movía hilos en la península en favor de Polavieja y su carrera política. El 9 de marzo el general Polavieja dimitió de sus cargos, argumentándolo de nuevo en su mal estado de salud, aunque también influyó la negativa por parte del Gobierno español —del presidente Cánovas del Castillo y el ministro de la Guerra, Marcelo Azcárraga Palmero— a destinar más tropas y refuerzos a las islas; su renuncia fue finalmente aceptada el día 24 de marzo. Su sucesor fue Fernando Primo de Rivera, tras un breve periodo en el poder de José de Lachambre, que hizo de gobernador general interino hasta la llegada de Primo de Rivera, el 23 de abril.

### Retorno a la península y manifiesto

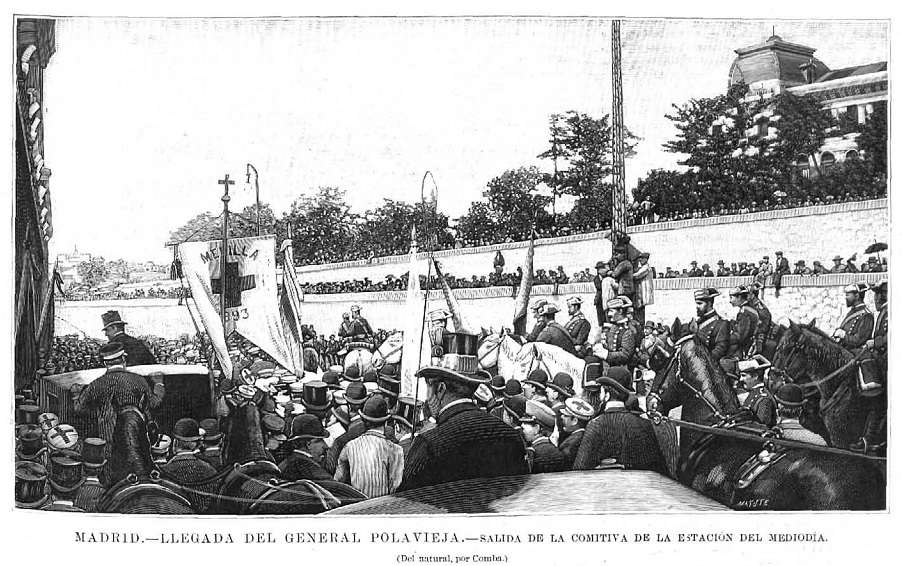
Llegada de Polavieja a Madrid después de su estancia en Filipinas, estación del Mediodía, mayo de 1897.

Tras su renuncia como gobernador general en Filipinas regresó a la península, donde obtuvo una bienvenida oficial por parte del periódico El Imparcial, el cual ya había alabado previamente su gestión en las islas. Polavieja estaba por entonces visto como un militar de prestigio por la opinión pública. Tras desembarcar en Barcelona el día 13, donde cerca de 40 000 ciudadanos se congregaron para recibirle —al grito de «¡viva el general cristiano!»— su llegada a la capital española tuvo lugar el día 16 de mayo de 1897, contando también con el apoyo de El Heraldo de Madrid. En esta situación se generó un incidente que terminó conociéndose como «crisis del balcón» en el cual Cánovas y la regente tuvieron un pequeño roce por los atentos saludos de María Cristina a Polavieja desde un balcón, lo cual podía interpretarse como una demostración de preferencias personales de ésta hacia el general. A su vuelta también fue condecorado con la Gran Cruz de San Fernando. En estos momentos existía cierto convencimiento de que Polavieja estaba destinado a encabezar un nuevo partido que aspirase a la presidencia del Gobierno, sin embargo la presencia de Cánovas dificultaba el surgimiento de alternativas. El camino se despejaría al ser Cánovas asesinado en agosto del 1897, con la subsiguiente sustitución provisional por Azcárraga. Hubo un intenso debate dentro del Partido Conservador en lo referente a la sucesión de Cánovas; con la salida de Romero Robledo del partido. El gobierno pasó finalmente al Partido Liberal de Sagasta.
Estimulado por la opinión pública Polavieja se lanzó al ruedo político publicando una carta-manifiesto el 10 de septiembre de 1898, en el periódico El Heraldo, —tras el desastroso verano de 1898 con la pérdida de las posesiones españolas de Ultramar, Cuba, Filipinas, Puerto Rico y las islas Marianas— en la que propuso Polavieja una política regeneracionista, que pretendía poner fin al «viejo y corrupto» sistema turnista de Sagasta y Cánovas. La propuesta pretendía realizar determinadas reformas en la administración pública y una descentralización administrativa que fueron, en parte, bien recibidas por algunos sectores de la burguesía catalana. Con el objetivo de recabar apoyos creó la «Junta Regional de Adhesiones al Programa del General Polavieja», Polavieja intentó la construcción de un partido cristiano —descrito por Unamuno como «partido católico-democrático-militarista (!!!)»— apoyado por Cascajares, aunque finalmente el proyecto no prosperó. Hay fuentes que afirman que Polavieja no pensó en ningún momento en la posibilidad de establecer una dictadura, debido a su respeto por la monarquía, sin embargo también existen otras voces que afirman que fue solo su alianza con Silvela lo que evitó el indefectible ascenso al poder de Polavieja —al conseguir «integrarle en el sistema»— y que la regente María Cristina le habría pedido unirse a Silvela y formar Gobierno con él.

### Carrera política y últimos años

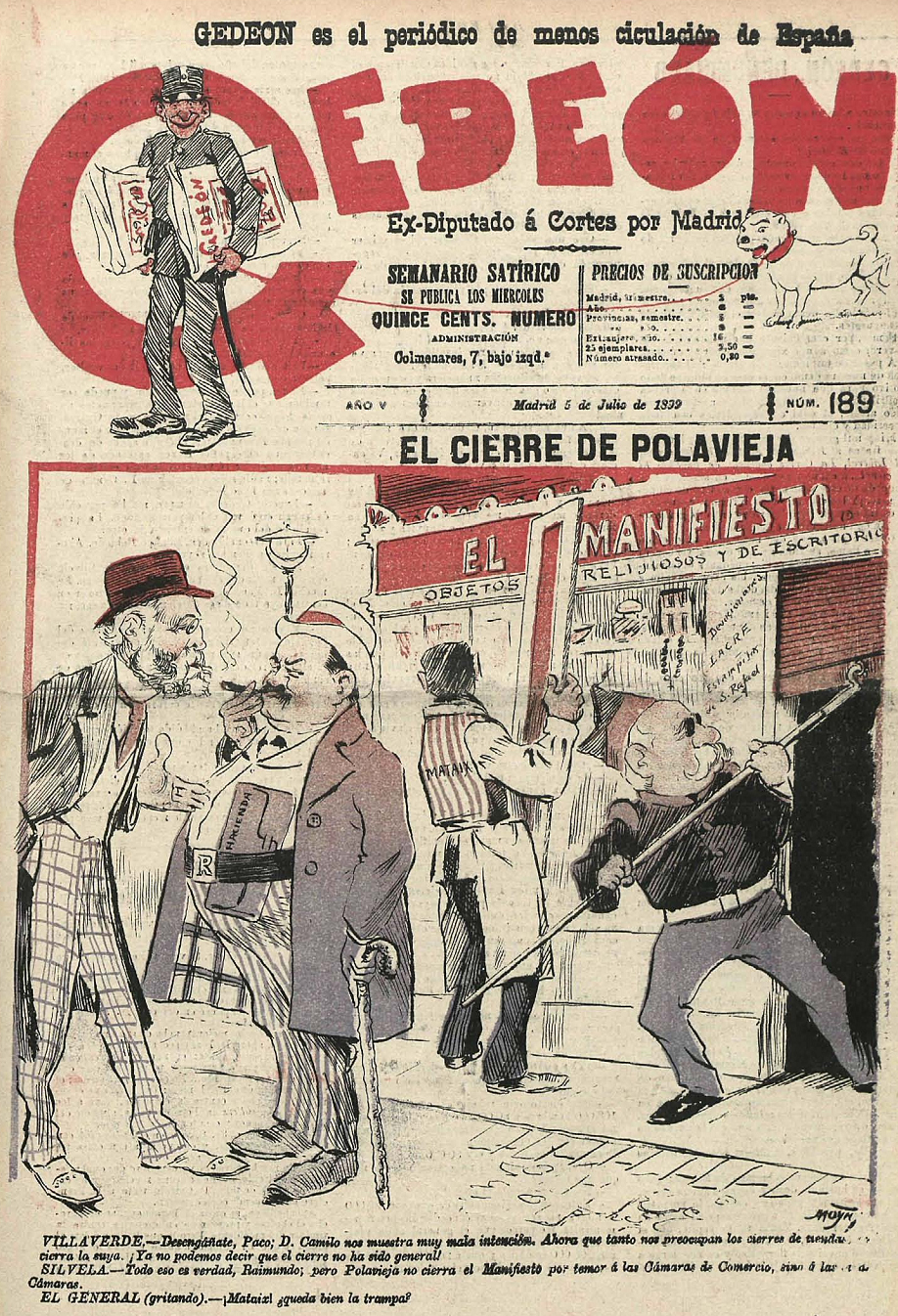
El cierre de Polavieja, ilustración publicada en Gedeón en julio de 1900, en la que también aparecen Francisco Silvela y Raimundo Fernández Villaverde.

En su ascenso político Polavieja contó con el apoyo de la burguesía y empresarios catalanes, a los que prometió reformas políticas en la línea de una mayor descentralización del Estado, además de un concierto económico similar al obtenido por el País Vasco en 1876, mayor independencia fiscal y respeto de sus instituciones. Fue nombrado ministro de Guerra en el Gobierno de Francisco Silvela del 4 de marzo de 1899, pero el mismo año dimitió por los recortes presupuestarios al ejército establecidos por el entonces ministro de Hacienda Raimundo Fernández Villaverde, quien también elevó la presión fiscal sobre Cataluña dando lugar al llamado cierre de cajas (tancament de caixes). José Andrés-Gallego escoge las siguientes líneas para simbolizar la marcha de Polavieja:

«Se va del ministerio solo, completamente solo, despedido como un huésped molesto, como un criado cuyos servicios no considera útiles el amo que le paga, sin producir en su caída la más ligera conmoción, sin que nadie le salude al paso agitando en el aire un pañuelo».
(Andrés Gallego, 1981, p. 417)

En 1904, al crearse el Estado Mayor Central del Ejército, Antonio Maura —por aquel entonces presidente del Gobierno— a propuesta de su ministro de la Guerra, Arsenio Linares, presentó al rey la candidatura del general Loño para la jefatura del nuevo Estado Mayor. El rey Alfonso XIII se negó sin embargo a aceptar el nombramiento de Loño y muy probablemente influido por su madre, que tenía en gran estima a Polavieja, nombró a este último jefe del Estado Mayor. El nombramiento de Polavieja tuvo como consecuencia la caída del primer Gobierno maurista, quien presentó su renuncia.
En 1906 fue nombrado presidente del Consejo Supremo de Marina y Guerra. En 1910 actuó como embajador de España en México durante la celebración del centenario de la independencia de esta nación y devolvió al Gobierno de Porfirio Díaz distintos objetos capturados como botín de guerra a José María Morelos casi un siglo atrás. En ese mismo año fue nombrado capitán general del Ejército. Polavieja fue también miembro de la Real Academia de la Historia, con la medalla 34, de la cual tomó posesión el 28 de enero de 1912 y que ostentaría hasta su muerte dos años después. Polavieja falleció el viernes día 15 de enero del año 1914. Se retiró a la cama a las 4:00 de la mañana sintiéndose mal, tras haber estado jugando solitarios; a las 5:00 horas tuvo un colapso o un ataque de disnea y fallecería media hora más tarde, rodeado de su mujer y varios de sus hijos. Fue enterrado la mañana del 17 de enero —durante la cual cayó una copiosa nevada— en la Sacramental de Santa María.

## Condecoraciones

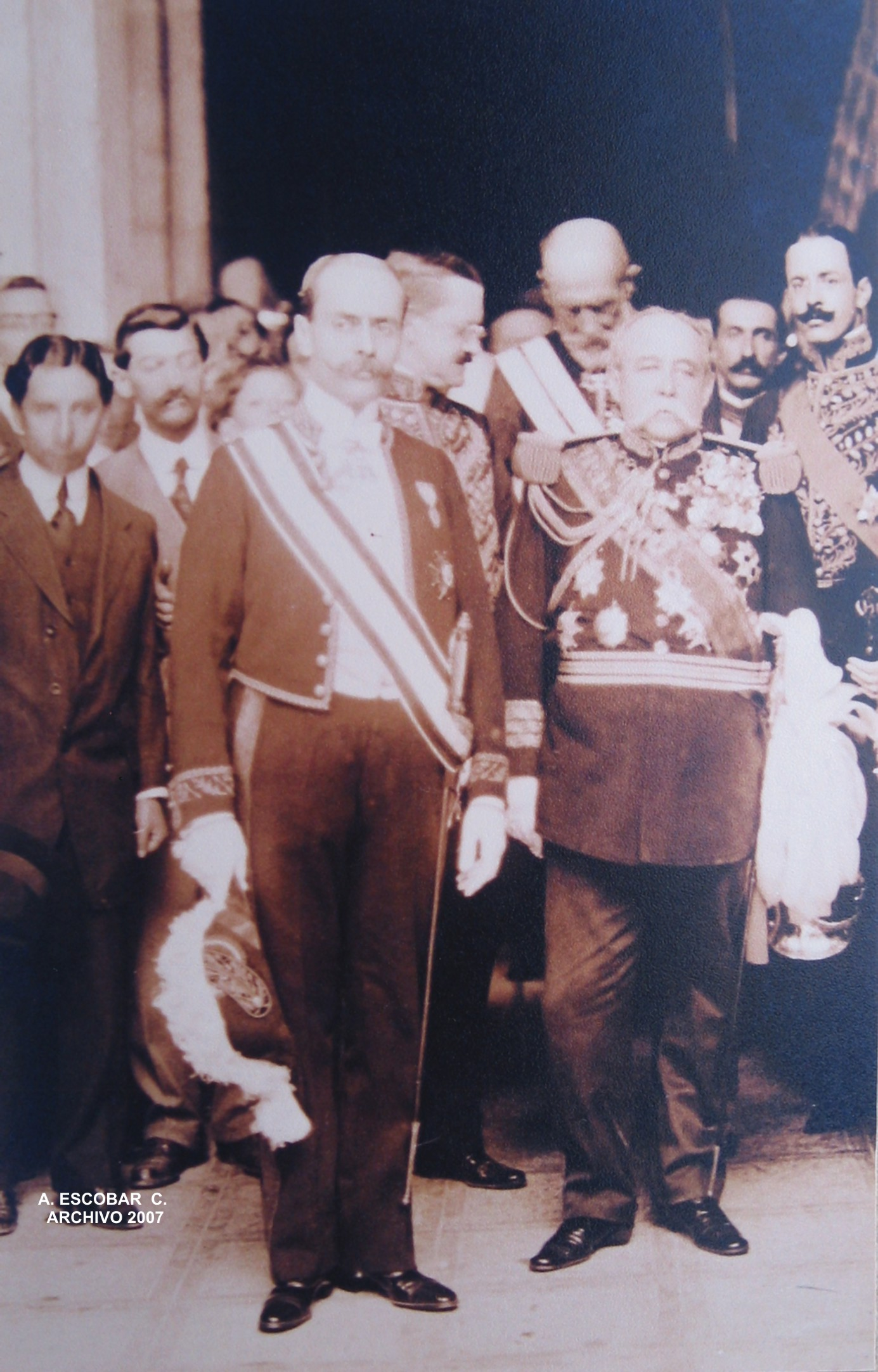
Polavieja —a la derecha de la imagen— recibido en México por Federico Gamboa con motivo del centenario de su independencia.

- Cruz y gran cruz roja del Mérito Militar.
- Medalla de Alfonso XII con los pasadores Pamplona, Treviño, Elgueta y Oria.
- Caballero del collar de la Orden de Carlos III.
- Caballero gran cruz de la Orden de Isabel la Católica.
- Caballero gran cruz de la Orden de San Hermenegildo.
- Caballero gran cruz de la Orden de la Corona de Italia.
- Gran cruz Laureada de San Fernando.
- Medallas de Filipinas y de leales voluntarios de aquel archipiélago.
- Caballero gran cruz de la Orden de Avis.
- Medalla de oro de la casa de S.M. El Rey.
- Medalla de plata conmemorativa de la regencia.
- Cruz de primera clase de la Cruz Roja de Serbia.
- Caballero gran cruz de la Orden de Santiago de la Espada.
- Medalla conmemorativa de la proclamación de Nuestra Señora de Monserrat como Patrona de los somatenes catalanes.
- Gran Cruz de la Cruz roja de Rusia.
- Medalla conmemorativa de la guerra ruso-japonesa.
- Medalla conmemorativa de la sociedad Cruz Roja de Roma.
- Medalla conmemorativa de los sitios de Zaragoza.
- Medalla de oro al mérito, de Chile.
- Medalla al mérito del sitio de Gerona.
- Cruz al mérito del Estado, México.
- Cruz del orden teutónico, de Austria-Hungría.
- Medalla conmemorativa del sitio de Astorga.
- Gran Cruz de Danilo I, de Montenegro.
- Gran Cruz del Águila Blanca de Serbia.
- En 1895 se le concedió el marquesado de Polavieja.[108]